# Hjalmar Lauritz
Hjalmar Lauritz, född 28 april 1881 i Klara församling i Stockholm, död 12 augusti 1921 i Jakobs församling, var en svensk skådespelare.

## Biografi
Lauritz inledde sin teaterkarriär 1899 vid Anna Lundberg–Axel Collin-turnén, gick 1900–1903 på Dramatiska teaterns elevskola och var 1903–1904 vid Svenska Teatern i Helsingfors. Spelåret 1904–1905 var han hos Hjalmar Selander, 1905–1907 hos Emil Strömberg, 1907–1909 hos Axel Hultman, och därefter hos Allan Ryding fram till sin död, med undantag för ett engagemang vid Skådebanan 1911–1912.
Lauritz spelade både tragiska och komiska roller, och hade ett brett spann som skådespelare; han kunde spela såväl karaktärsroller som farsroller. Bland hans främsta roller i August Strindbergs dramer märks Benjamin i Påsk, Erik i Gustaf Vasa och Erik XIV samt både Edgar och Kurt i Dödsdansen. Vidare Richard III i Shakespeares pjäs, Armand i Kameliadamen, Helge Ulfstjerna i Johan Ulfstjerna av Tor Hedberg, Higgins i Pygmalion av George Bernard Shaw och Karl-Henrik i Wilhelm Meyer-Försters Gamla Heidelberg.

## Filmografi
- 1917 – Alexander den store

## Teater

### Roller (ej komplett)
| År   | Roll     | Produktion                                     | Regi            | Teater                      |
| ---- | -------- | ---------------------------------------------- | --------------- | --------------------------- |
| 1901 | Benjamin | Påsk August Strindberg                         | Emil Grandinson | Kungliga Dramatiska Teatern |
| 1902 | Ludovico | Mycket väsen för ingenting William Shakespeare | Nils Personne   | Kungliga Dramatiska Teatern |